# Craig Murray
 (septembre 2018).
Pour les articles homonymes, voir Murray.
Craig Murray, né le 17 octobre 1958 à West Runton dans le Norfolk, est un diplomate britannique.

## Biographie
Dès son arrivée en Ouzbékistan, il informe le Foreign Office (ministère britannique des Affaires étrangères) du « caractère fasciste » du régime d’Islom Karimov et de l’usage généralisé de la torture. Face au silence de ses supérieurs à Whitehall, il affirme avoir découvert que le MI6 (service secret extérieur britannique) recourt aux tortionnaires ouzbeks pour interroger des prisonniers. À l’issue d’un bras de fer avec le gouvernement de Tony Blair, il décide de rendre les faits publics. 
Ses révélations seraient à l’origine de la découverte d’un réseau global d’enlèvements, séquestrations et tortures, qui aurait été mis en place par la CIA et le MI6 après le 11 septembre 2001 et dont le volet des « vols secrets » en Europe est le plus documenté. L'existence du réseau fait scandale en Europe.
En novembre 2005, Craig Murray participe à la conférence internationale Axis for Peace organisée par le Réseau Voltaire, réunissant des « leaders anti-impérialistes ».
Craig Murray décide de publier son témoignage, agrémenté de documents officiels, sous le titre Murder in Samarkand. Menacé de poursuites judiciaires pour infraction au droit de reproduction de documents émanant de la Couronne, il ne laisse disponible que des liens Internet pointant vers les documents. Il se dédouane ainsi de toute accusation d’utilisation commerciale de documents étant la propriété d’« autrui ». Le Réseau Voltaire a apporté son soutien à Craig Murray en hébergeant les documents sur son site Web.
Il est ambassadeur du Royaume-Uni auprès de l’Ouzbékistan jusqu’à sa révocation, le 14 octobre 2004. Il fut recteur de l'université de Dundee de 2007 à 2010.